# Digerdöden i Ryssland

Engelskspråkig karta över pestens utbredning i Europa (1345–1353).

Digerdöden i Ryssland ägde rum 1352–1353. Digerdöden i Ryssland finns skildrad i samtida krönikor, men utan säkra datum. 
Digerdöden spred sig till Europa från Gyllene Horden i Centralasien 1347, men inte mot nordväst från Centralasien till Ryssland, på grund av den religiösa karantärszon som hade upprättats mellan Centralasien och Ryssland av Gyllene Horden, vilket innebär att digerdöden istället nådde Ryssland först efter att ha passerat hela Europa. Pesten kom slutligen till Ryssland från Baltikum i väster. Den utbröt i Pskov våren 1352, varifrån den spred sig först till Novgorod och därifrån flodvägarna söderut över hela Ryssland. 

## Bakgrund
Vid denna tid bestod Ryssland av stadsstaten Novgorod och ett flertal furstendömen, av vilka de viktigaste var Tver, Rjazan, Nizjnij Novgorod, Moskva, Vladimir och Suzdal, som alla var självstyrande men sedan Mongolväldets erövring 1237-1240 hade stått under Gyllene Hordens överhöghet.
Digerdöden uppträdde först i Centralasien; den härjade Gyllene Horden 1346-1347, där befolkningsminskningen uppfattas ha bidragit till den politiska instabilitet som utbröt där 1359. Från Sarai i Gyllene Horden spred sig pesten till via italienska skepp utanför Kaffa på Krim till Italien, där den utbröt 1347.
Digerdöden spred sig dock inte in i Ryssland från Gyllene Horden i sydöst. Khan Uzbeg (1313-1341) konverterade till islam och hans efterträdare khan Janibeg 1342-1357 förvisade alla kristna köpmän från Gyllene Horden och skapade en religiös förbjuden zoon mellan Ryssland och det muslimska Centralasien, vilket avbröt den gamla handeln mellan Europa och Kina. 
Denna gräns var troligen orsaken till varför pesten inte kunde sprida sig den korta vägen mellan Centralasien och Ryssland, utan istället måste komma till Ryssland hela vägen runt Europa och nordväst, och blev det sista europeiska land som drabbades.

## Smittspridning och förlopp
Digerdöden nådde Ryssland västerut från Europa, troligen via Baltikum. Novgorod, Rysslands kanske största stad, hade en livlig handel med Hansastäderna längs Tysklands nordkust, men den första ryska stad som drabbades av pesten var Pskov.  Det finns en samtida beskrivning av pesten i Pskov, men dess datering är oklar och har tolkats som 1349, 1351 eller 1352. Pesten var närvarande i Elbing i juli 1349, och bör inte ha hunnit komma till Pskov samma år.
Eftersom pesten drabbade Pskov före Novgorod bör den ha nått Ryssland landvägen från Baltikum. Det är känt att pesten befann sig i Lettland 1351, och kan ha passerat gränsen till Ryssland i slutet av samma år.  Digerdödens utbrott i Pskov beskrivs i The Chronicle of Novgorod IV, och den förmodas ha nått staden i april 1352. Krönikan beskriver en massdöd av människor av alla samhällsklasser, även nunnor och munkar, vilket väckte en sådan rådlöshet och panik att staden bad ärkebiskop Vasilij av Novgorod att besöka staden. Han höll en högtidligt procession i staden i maj, men avled efter sin återkomst till Novgorod 3 juli 1352. I Novgorod hölls en stor begravning över ärkebiskopen där hela staden närvarade, något som ledde till pestens utbrott i staden, där den varade till hösten och därifrån spred sig till alla städer runt Ladoga.
Från Novgorod spred sig sedan digerdöden från nordväst över resten av kristna Ryssland och Ukraina mot söder och öster. Pesten spred sig troligen i Ryssland längs flodvägarna.  Mellan 15 augusti 1352 till påsken 1353 spred sig pesten till Kiev, Chernigov och Suzdal, där krönikorna upprepar utbrotten med hundratals döda. Enligt krönikorna avled 100 personer dagligen i de ryska städerna. Gluchov och Beloozero påstods alla stadens innevånare ha dött i pesten. Det finns ingen detaljerad beskrivning av pesten i Moskva, men pesten befann sig där 1353, när metropoliten Feognost, storfurst Simeon av Moskva, hans bror Andreij och sju av hans söner alla avled samma år.

## Efterspel
Digerdöden i Ryssland ebbade ut och försvann 1353, vilket har räknats som slutet för digerdöden i Europa. Pesten återkom till Gyllene Horden 1364 och till Ryssland där de nordvästra ryska städerna drabbades 1365-1366; ytterligare ett utbrott ägde rum tio år senare.